# 楠基道
楠 基道（くすのき もとみち、1881年〈明治14年〉6月9日 - 1967年〈昭和42年〉2月25日）は、日本の僧侶、政治家。衆議院議員（1期）。龍谷大学教授。

## 経歴
岐阜県大野郡、のちの揖斐郡大野村（現大野町）出身。1907年、東京帝国大学史学科卒。京都帝国大学大学院に進み、西蔵史を研究する。龍谷大学教授兼図書館長、山東省済南高等師範学校教授、台北高等女学校教諭兼台北高等商業学校教授、台南第二、第一の各高等女学校校長を経て、台湾総督府在外研究員として欧米各国に留学する。帰国後、台北高等学校、台北高等商業学校各教授、台北第一中学校校長を歴任する。仏教更新社を創立、社主となり、月刊紙「更新」を発行した。
1932年の第18回衆議院議員総選挙において岐阜2区(当時)から立憲政友会公認で立候補して当選した。1936年の第19回衆議院議員総選挙に出馬しなかった。のち大野町教育委員会委員長となった。1967年死去。